# Episodi di Assy McGee (seconda stagione)
La seconda stagione della serie televisiva Assy McGee, composta da 14 episodi, è stata trasmessa negli Stati Uniti d'America, da Adult Swim, dal 6 aprile al 6 luglio 2008.
In Italia la stagione è inedita.
| nº | Titolo originale            | Prima TV USA   |
| -- | --------------------------- | -------------- |
| 1  | Ring of Fire                | 6 aprile 2008  |
| 2  | Pharmassy                   | 13 aprile 2008 |
| 3  | Mile High Mayhem            | 20 aprile 2008 |
| 4  | Murder On The Midway        | 27 aprile 2008 |
| 5  | Pegfinger                   | 4 maggio 2008  |
| 6  | Irish Wake                  | 11 maggio 2008 |
| 7  | Vowel Play                  | 18 maggio 2008 |
| 8  | Hands Up                    | 25 maggio 2008 |
| 9  | Bikes for Bombs             | 1º giugno 2008 |
| 10 | Showdown in Magic City      | 8 giugno 2008  |
| 11 | The Ballad of Blind Anthony | 15 giugno 2008 |
| 12 | Johnny Arson                | 22 giugno 2008 |
| 13 | The Assy Diaries            | 20 giugno 2008 |
| 14 | Squirrels                   | 6 luglio 2008  |

## Ring of Fire
- Scritto da: Matt Harrigan

### Trama
- Altri interpreti: Kurt Braunohler (fattorino), George Lowe (magistrato).

## Pharmassy
- Scritto da: Will Hayes

### Trama
- Altri interpreti: Marty Johnson (cassiere).

## Mile High Mayhem

### Trama
- Altri interpreti: Kurt Braunohler (uomo d'affari), Marty Johnson (hostess).

## Murder On The Midway
- Scritto da: Matt Harrigan

## Pegfinger
- Scritto da: Will Hayes

### Trama
- Altri interpreti: Rachel Dratch (Brenda Sanchez).

## Irish Wake
- Scritto da: Will Hayes

### Trama
- Altri interpreti: Ken Casey (Mark), Brian Joyce (Mikey), Sam Seder (rimbambito), Richard Shertenlieb (Stan).

## Vowel Play
- Scritto da: Will Hayes

### Trama
- Altri interpreti: Rachel Dratch (Ling), Jennywren Walker (donna del laboratorio), Sam Seder (Preside Jenkins).

## Hands Up
- Scritto da: Will Hayes

### Trama
- Altri interpreti: Rachel Dratch (Brenda Sanchez), George Lowe (dottore), Jason Potts.

## Bikes for Bombs

### Trama
- Altri interpreti: Thomas Gh Graham (Messaggero Mike), MF Doom, Andy Merrill (Yusuf).

## Showdown in Magic City
- Scritto da: Matt Harrigan

### Trama
- Altri interpreti: C. Martin Croker, Rachel Dratch (Brenda Sanchez), John Gemberling, Curtis Gwinn, Lambros Xethalis.

## The Ballad of Blind Anthony
- Scritto da: Tyler Baum e Will Hayes

### Trama
- Altri interpreti: Rachel Dratch (Peabo), George Lowe (dottore), Patrice O'Neal (Blind Anthony).

## Johnny Arson
- Scritto da: Will Hayes

## The Assy Diaries

### Trama
- Altri interpreti:

## Squirrels
- Scritto da: Will Hayes

### Trama
- Altri interpreti: Rachel Dratch, J Mascis (J.J.), Jennywren Walker, Fred Toucher.